# Tarachodes taboranus
Tarachodes taboranus är en bönsyrseart som beskrevs av Sjöstedt 1909. Tarachodes taboranus ingår i släktet Tarachodes och familjen Tarachodidae. Inga underarter finns listade i Catalogue of Life.